# Skhidnytsia
Skhidnytsia (en ukrainien : Схі́дниця) est une commune urbaine de l'oblast de Lviv, en Ukraine. Elle compte 2 259 habitants en 2021.